# 루이스 플로레스 오카란사
루이스 엔리케 플로레스 오카란사(스페인어: Luis Enrique Flores Ocaranza [lwis ˈfloɾes][*], 1961년 7월 18일, 멕시코 시 ~)는 멕시코의 전직 프로 축구 선수로, 현역 시절 스트라이커로 활약했으며, 멕시코 국가대표팀 일원으로 1986년 월드컵에 참가했다.

## 클럽 경력
플로레스는 1979-80 시즌에 UNAM 소속으로 신고식을 치렀다. 그는 1980-81 시즌 리그 우승 주역으로 활약했다. 1985년, 그는 스페인의 스포르팅 히혼으로 진출했다. 그는 스페인 리그 무대에서 32번의 경기에 출전해 10골을 기록했다. 그 이듬해, 그는 멕시코 무대로 복귀해 UNAM에 복귀했지만, 이후 또다른 스페인 구단인 발렌시아로 이적했다. 그는 발렌시아에서 36번의 경기에 출전해 6골을 득점하며, 성공적으로 활동했다. 그는 이후 멕시코로 다시 복귀해 유럽 무대 경험을 살려 크루스 아술, 아틀라스, 그리고 과달라하라에서 활약을 이어나갔다.
그가 스포르팅 히혼에서 활동하던 시절 루이스 엔리케가 유소년부 선수였는데, 그의 별칭이었던 "루초"(Lucho)가 루이스 엔리케의 별칭이 되었다.

## 감독 경력
플로레스는 UNAM, 베라크루스, 아틀레티코 셀라야, 그리고 네칵사를 지도했다.

## 경력 통계
아래의 점수에서 왼쪽의 점수가 멕시코의 점수이며, 점수 열은 플로레스의 득점 당시 점수 상황을 나타낸다.
| #  | 날짜             | 경기장                                                    | 상대       | 점수 | 결과 | 대회                         |
| -- | ---------------- | --------------------------------------------------------- | ---------- | ---- | ---- | ---------------------------- |
| 1  | 1983년 11월 29일 | 마르티니크, 포르-드-프랑스                                | 마르티니크 | 4–4  | 4–4  | 친선경기                     |
| 2  | 1983년 11월 29일 | 마르티니크, 포르-드-프랑스                                | 마르티니크 | 4–4  | 4–4  | 친선경기                     |
| 3  | 1983년 11월 29일 | 마르티니크, 포르-드-프랑스                                | 마르티니크 | 4–4  | 4–4  | 친선경기                     |
| 4  | 1983년 11월 29일 | 마르티니크, 포르-드-프랑스                                | 마르티니크 | 4–4  | 4–4  | 친선경기                     |
| 5  | 1983년 12월 6일  | 멕시코, 이라푸아토, 세르히오 레온 차베스 경기장           | 캐나다     | 1–0  | 5–0  | 친선경기                     |
| 6  | 1983년 12월 6일  | 멕시코, 이라푸아토, 세르히오 레온 차베스 경기장           | 캐나다     | 2–0  | 5–0  | 친선경기                     |
| 7  | 1984년 12월 4일  | 미국, 로스 앤젤레스, 메모리얼 콜리세움                    | 에콰도르   | 3–2  | 3–2  | 친선경기                     |
| 8  | 1985년 2월 5일   | 멕시코, 케레타로, 코레히도라 경기장                       | 폴란드     | 4–0  | 5–0  | 친선경기                     |
| 9  | 1985년 6월 9일   | 멕시코, 멕시코 시, 아스테카 경기장                        | 잉글랜드   | 1–0  | 1–0  | 1985년 멕시코 시 컵          |
| 10 | 1985년 6월 15일  | 멕시코, 멕시코 시, 아스테카 경기장                        | 서독       | 2–0  | 2–0  | 1985년 멕시코 시 컵          |
| 11 | 1985년 8월 25일  | 미국, 로스 앤젤레스, 메모리얼 콜리세움                    | 칠레       | 2–1  | 2–1  | 친선경기                     |
| 12 | 1985년 10월 15일 | 북예멘, 사나, 1962 혁명 경기장                            | 북예멘     | 1–0  | 2–0  | 친선경기                     |
| 13 | 1985년 10월 20일 | 이집트, 카이로, 카이로 국제 경기장                        | 이집트     | 1–0  | 1–2  | 친선경기                     |
| 14 | 1985년 12월 2일  | 미국, 로스 앤젤레스, 메모리얼 콜리세움                    | 대한민국   | 1–1  | 2–1  | 친선경기                     |
| 15 | 1985년 12월 2일  | 미국, 로스 앤젤레스, 메모리얼 콜리세움                    | 대한민국   | 2–1  | 2–1  | 친선경기                     |
| 16 | 1986년 2월 15일  | 미국, 산 호세 CEFCU 경기장                                | 동독       | 1–1  | 1–2  | 친선경기                     |
| 17 | 1986년 4월 13일  | 미국, 로스 앤젤레스, 메모리얼 콜리세움                    | 우루과이   | 1–0  | 1–0  | 친선경기                     |
| 18 | 1986년 4월 27일  | 멕시코, 멕시코 시, 아술그라나 경기장                      | 캐나다     | 2–0  | 3–0  | 친선경기                     |
| 19 | 1986년 6월 7일   | 멕시코, 멕시코 시, 아스테카 경기장                        | 파라과이   | 1–0  | 1–1  | 1986년 월드컵                |
| 20 | 1987년 12월 2일  | 미국 산타 아나, 산타 아나 경기장                          | 가이아나   | 1–0  | 9–0  | 친선경기                     |
| 21 | 1988년 1월 13일  | 온두라스, 산 페드로 술라, 헤네랄 프란시스코 모라산 경기장 | 온두라스   | 1–0  | 1–0  | 친선경기                     |
| 22 | 1988년 2월 3일   | 멕시코, 톨루카, 네메시오 디에스                           | 과테말라   | 2–0  | 2–1  | 친선경기                     |
| 23 | 1988년 2월 14일  | 과테말라, 과테말라 시, 마테오 플로레스 국립 경기장        | 과테말라   | 2–0  | 3–0  | 친선경기                     |
| 24 | 1990년 5월 10일  | 캐나다, 버너비, 스완가드 경기장                           | 미국       | 1–0  | 1–0  | 1990년 북아메리카 네이션스컵 |
| 25 | 1990년 5월 13일  | 캐나다, 버너비, 스완가드 경기장                           | 캐나다     | 1–1  | 1–2  | 1990년 북아메리카 네이션스컵 |
| 26 | 1993년 4월 11일  | 멕시코, 멕시코 시, 아스테카 경기장                        | 온두라스   | 1–0  | 3–0  | 1994년 월드컵 예선전         |
| 27 | 1993년 4월 25일  | 멕시코, 멕시코 시, 아스테카 경기장                        | 캐나다     | 3–0  | 4–0  | 1994년 월드컵 예선전         |
| 28 | 1993년 5월 2일   | 온두라스, 테구시갈파, 티부르시오 카리아스 안디노 경기장   | 온두라스   | 3–0  | 4–1  | 1994년 월드컵 예선전         |
| 29 | 1993년 6월 10일  | 멕시코, 멕시코 시, 아스테카 경기장                        | 파라과이   | 3–0  | 3–1  | 친선경기                     |

## 수상
UNAM
- 멕시코 프리메라 디비시온: 1980–81
- CONCACAF 챔피언스컵: 1980, 1982
- 코파 인테라메리카나: 1981

개인
- 멕시코 프리메라 디비시온 득점왕: 1987–88

## 참고
1. 1 2 3 4  루이스 플로레스는 1983년에 마르티니크전에서 4골을 기록했으나, 국제 축구 연맹 정식 승인국이 아니어서, 유효한 통계가 아니다.